# دافيد فاندينبروك
دافيد فاندينبروك (12 يوليو 1985 في بلجيكا - ) هو لاعب كرة قدم بلجيكي في مركز الدفاع. لعب مع آود هيفرلي لوفين ورويال أنتويرب وزولته فاريجيم ونادي ديفردانج 03 ونادي رويال شارلروا ونادي كورتريك وRoyale Union Tubize-Braine ‏.

## وصلات خارجية
- دافيد فاندينبروك على موقع قاعدة بيانات كرة القدم.إي يو (الإنجليزية)
- دافيد فاندينبروك على موقع Soccerway.com (الإنجليزية)